# سازند روبدل
سازند روبدل (به انگلیسی: Robbedale Formation) یک سازند زمین‌شناسی است که به مرحله بریاسین کرتاسه پیشین، در حدود ۱۴۲ میلیون سال پیش مربوط می‌شود. این جزیره در برنهلمِ دانمارک قرار دارد.